# شيلي موريسون
شيلي موريسون (بالإنجليزية: Shelley Morrison)‏ هي ممثلة أمريكية، ولدت في 26 أكتوبر 1936 بنيويورك في الولايات المتحدة.

## أعمال

### مسلسلات
- اسمي إيرل
- تحسين المنزل
- كولمبو
- ويل وغريس

## وصلات خارجية
- شيلي موريسون على موقع IMDb (الإنجليزية)
- شيلي موريسون على موقع روتن توميتوز (الإنجليزية)
- شيلي موريسون على موقع ألو سيني (الفرنسية)
- شيلي موريسون على موقع أول موفي (الإنجليزية)
- شيلي موريسون على موقع قاعدة بيانات الأفلام السويدية (السويدية)
- شيلي موريسون على موقع إن إن دي بي (الإنجليزية)
- شيلي موريسون على موقع قاعدة بيانات الفيلم (الإنجليزية)
- شيلي موريسون على موقع كينوبويسك (الروسية)